# Publications Mission ressources et compétences technologiques
Publications MRCT est une maison d'édition française spécialisée « dans les Sciences et les Technologies mais elle publie aussi les Sciences Humaines du fait que le CNRS couvre tous les champs disciplinaires ». (C'est un département du CNRS sans personnalité juridique).

## Présentation
Fondée en juin 2000 et dirigée par G. Lelièvre, la Mission Ressources et Compétences Technologiques (MRCT) est une structure CNRS. Initiée en 2001 et dirigée par Stéphane Mottin, la collection "Intégrations" a pour objectif d’éditer des livres de synthèse qui permettent de croiser et fertiliser les savoirs de différentes disciplines de toutes les sciences mais aussi les savoir-faire des chercheurs, des ingénieurs et des techniciens. Elle s’adresse à tous les étudiants francophones de l’enseignement supérieur, à tous les corps de la recherche et à tous les acteurs socio-économiques des domaines publiés (ingénieurs, industriels, élus...).
Loin des oppositions science et technologie, la ligne éditoriale de la collection « Intégrations » est de mettre en valeur le socle actualisé des connaissances qui pourront servir de base à l'exploration de nouveaux domaines. Cette perspective est très proche de la transversalité de la MRCT. Sa vocation est de diffuser largement les approches développées par les laboratoires pour conduire leurs missions de recherche.

## Structure
La MRCT est une Unité Propre de Service (UPS) du CNRS. Une UPS est une unité, gérée comme un laboratoire de recherche, qui ne fait pas de recherche mais qui assure des services. Elle est située sur le campus CNRS de Meudon qui est un des sites historiques du CNRS avec le plus ancien regroupement de laboratoires de l'avant CNRS et du CNRS (Référence géographique: 48° 49′ 15″ N, 2° 13′ 46″ E).

### Liste des ouvrages
1. François Ramaz, Stéphane Mottin, Biophotonique générale, France, Mottin, Stéphane, coll. « Intégrations », 2012 (ISBN 978-2-918701-11-8, lire en ligne)
2. Yann Le Godec, Hautes Pressions : les Nouveaux Enjeux, France, Mottin, Stéphane, coll. « Intégrations », 2012 (ISBN 978-2-918701-10-1, lire en ligne)
3. Christophe Cardinaud, Plasma et son environnement. Plasmas Froids en France et au Québec, France, Mottin, Stéphane, coll. « Intégrations », 2012 (ISBN 978-2-918701-09-5, lire en ligne)
4. Réseau des technologies Femtoseconde, Systèmes femtoseconde, Optique et phénomènes ultrarapides, France, Mottin, Stéphane, coll. « Intégrations », 2012 (ISBN 978-2-918701-06-4, lire en ligne)
5. Philippe Jeantet, Bernard Canton,Lionel Capoani., La mécanique et la pression dans tous leurs états, France, Mottin, Stéphane, coll. « Intégrations », 2011 (ISBN 978-2-918701-08-8, lire en ligne)
6. Gregory Marcos, Clergereaux Richard, Plasmas Froids: Interactions Plasma-Surface, Modèles, Diagnostics et Procédés, France, Mottin, Stéphane, coll. « Intégrations », 2011 (ISBN 978-2-918701-05-7, lire en ligne)
7. Patrick Boissinot, Patrick Langlois, Agilio Padua, Matériaux et joints d'étanchéité pour les hautes pressions, France, Mottin, Stéphane, coll. « Intégrations », 2011 (ISBN 978-2-918701-04-0, lire en ligne)
8. Georgette-Laura Cremer, Richard Moncorgé, Jean-Yves Chesnel, Physique Atomique et Moléculaire - Ions dans les Solides - Systèmes lasers : Cours, exercices et problèmes corrigés-Tome2, France, Mottin, Stéphane, coll. « Intégrations », 2010 (ISBN 978-2-918701-03-3, lire en ligne)
9. Georgette-Laura Cremer, Richard Moncorgé, Jean-Yves Chesnel, Physique Atomique et Moléculaire - Ions dans les Solides - Systèmes lasers : Cours, exercices et problèmes corrigés-Tome1, France, Mottin, Stéphane, coll. « Intégrations », 2010 (ISBN 978-2-918701-02-6, lire en ligne)
10. Stéphane Héritier, Nature et patrimoine au service de la gestion durable des territoires, France, Mottin, Stéphane, coll. « Intégrations », 2009 (ISBN 2-918701-01-7, lire en ligne)
11. Vincent Vivier, Microélectrode à cavité : principe, développement et applications pour l'étude de la réactivité de matériaux insolubles, France, Mottin, Stéphane, coll. « Intégrations », 2009 (ISBN 978-2-86272-500-0, lire en ligne)
12. Thierry Belmonte, Plasmas froids : systèmes d'analyse, modélisation et rayonnement :, France, Mottin, Stéphane, coll. « Intégrations », 2009 (ISBN 2-918701-00-9, lire en ligne)
13. Thierry Belmonte, Agnès Granier, Plasmas froids : systèmes et procédés, France, Mottin, Stéphane, coll. « Intégrations », 2008 (ISBN 978-2-8627-2477-5, lire en ligne)
14. Christine Cazenave, Françoise Girard, Conservation et valorisation du patrimoine des organismes de recherche., France, Mottin, Stéphane, coll. « Intégrations », 2007 (ISBN 978-2-86272-476-8, lire en ligne)
15. Jeanne Ayache, Luc Beaunier, Jacqueline Boumendil, Gabrielle Ehret, Danièle Laub, Guide de préparation des échantillons pour la microscopie électronique en transmission. Tome I, Méthodologie, France, Mottin, Stéphane, coll. « Intégrations », 2007 (ISBN 978-2-86272-441-6, lire en ligne)
16. Jeanne Ayache, Luc Beaunier, Jacqueline Boumendil, Gabrielle Ehret, Danièle Laub, Guide de préparation des échantillons pour la microscopie électronique en transmission. Tome II, Techniques, France, Mottin, Stéphane, coll. « Intégrations », 2007 (ISBN 978-2-86272-442-3, lire en ligne)
17. Agnès Granier, Plasmas froids : astrophysique, aérospatial, environnement, biologie, nanomatériaux :, France, Mottin, Stéphane, coll. « Intégrations », 2006 (ISBN 2-86272-425-4, lire en ligne)
18. Marc Sentis, Olivier Utéza, Lasers et technologies femtosecondes, France, Mottin, Stéphane, coll. « Intégrations », 2005 (ISBN 2-86272-383-5, lire en ligne)
19. Agnès Granier, Plasmas froids : cinétiques, transports et transferts, France, Mottin, Stéphane, coll. « Intégrations », 2005 (ISBN 2-86272-391-6, lire en ligne)
20. Jean-Claude Chervin, Technologie des hautes pressions, France, Mottin, Stéphane, coll. « Intégrations », 2005 (ISBN 2-86272-345-2, lire en ligne)
21. Françoise Massines, Plasmas froids : réactivité en volume et en surface, France, Mottin, Stéphane, coll. « Intégrations », 2004 (ISBN 2-86272-340-1, lire en ligne)
22. Françoise Massines, Plasmas froids : génération, caractérisation et technologies, France, Mottin, Stéphane, coll. « Intégrations », 2004 (ISBN 2-86272-339-8, lire en ligne)
23. Patrick Boissinot, Patrick Langlois, Agilio Padua, Matériaux et joints d'étanchéité pour les hautes pressions, France, Mottin, Stéphane, coll. « Intégrations », 2004 (ISBN 2-86272-330-4, lire en ligne)
24. François Salin, Pierre Laporte, Systèmes femtosecondes, France, Mottin, Stéphane, coll. « Intégrations », 2001 (ISBN 2-86272-210-3, lire en ligne)